# Turbinicarpus
Turbinicarpus (Backeb.) Buxb. & Backeb. è un genere di piante succulente della famiglia delle Cactacee, endemico del Messico.

## Distribuzione e habitat
Il genere è diffuso in particolare negli stati messicani di San Luis Potosí, Guanajuato, Nuevo León, Querétaro, Hidalgo, Coahuila, Tamaulipas e Zacatecas.
Queste piante crescono principalmente su suolo calcareo (mai su lava), ad un'altitudine che va da 300 a 3000 m s.l.m..
Sono generalmente confinate in habitat specifici, adattati a nicchie estreme, generalmente ostili per la maggioranza delle piante, quali fenditure rocciose molto drenate, composte da calcare, arenaria, scisto, terreno acido o gesso.

## Tassonomia
Il genere comprende le seguenti specie:
- Turbinicarpus alonsoi Glass & S.Arias
- Turbinicarpus boedekerianus García-Mor., Gonz.-Bot., Matusz., Nitzschke & Iamonico
- Turbinicarpus gielsdorfianus (Werderm.) V.John & Ríha
- Turbinicarpus graminispinus Matusz., Myšák & Jiruše
- Turbinicarpus heliae García-Mor., Díaz-Salím & Gonz.-Bot.
- Turbinicarpus hoferi Lüthy & A.B.Lau
- Turbinicarpus laui Glass & R.A.Foster
- Turbinicarpus lophophoroides (Werderm.) Buxb. & Backeb.
- Turbinicarpus × mombergeri Ríha
- Turbinicarpus nikolae Šnicer, Myšák, Zachar & Jiruše
- Turbinicarpus pseudopectinatus (Backeb.) Glass & R.A.Foster
- Turbinicarpus × pulcherrimus Halda & Panar.
- Turbinicarpus × roseiflorus Backeb.
- Turbinicarpus saueri (Boed.) V.John & Ríha
- Turbinicarpus schmiedickeanus (Boed.) Buxb. & Backeb.
- Turbinicarpus swobodae Diers
- Turbinicarpus valdezianus (H.Moeller) Glass & R.A.Foster
- Turbinicarpus viereckii (Werderm.) V.John & Ríha

### Alcune specie

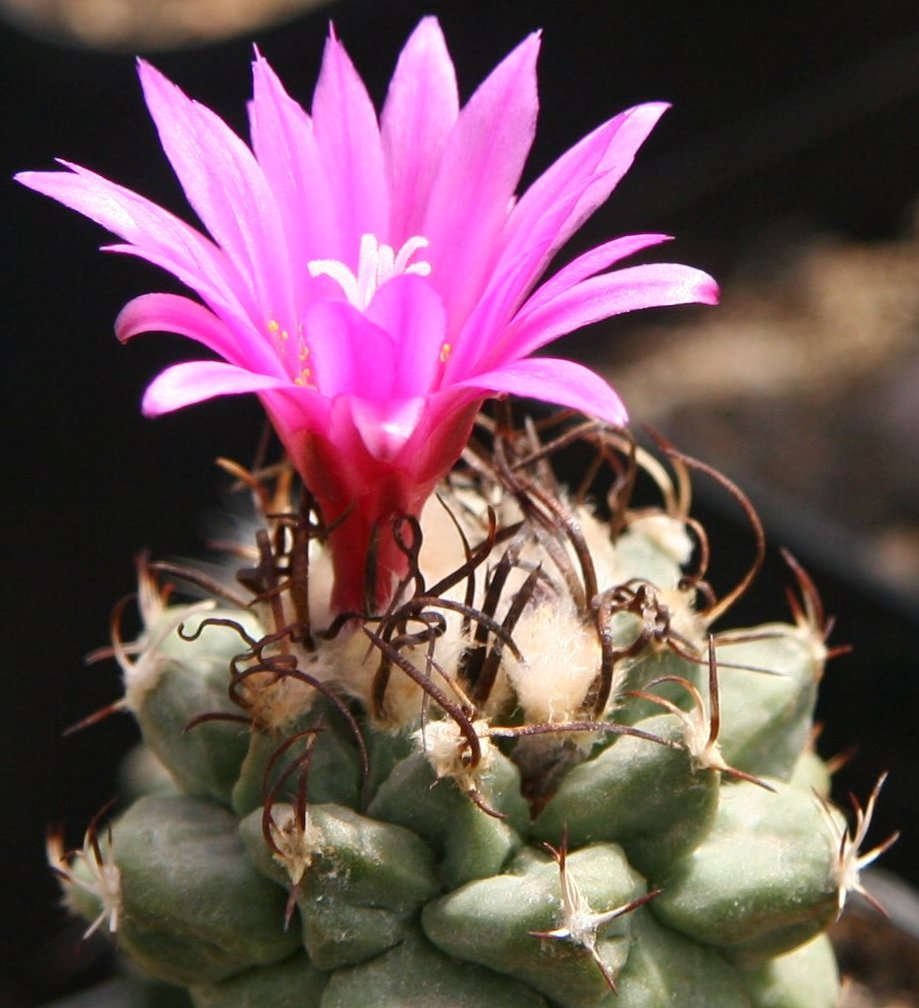
Turbinicarpus alonsoi
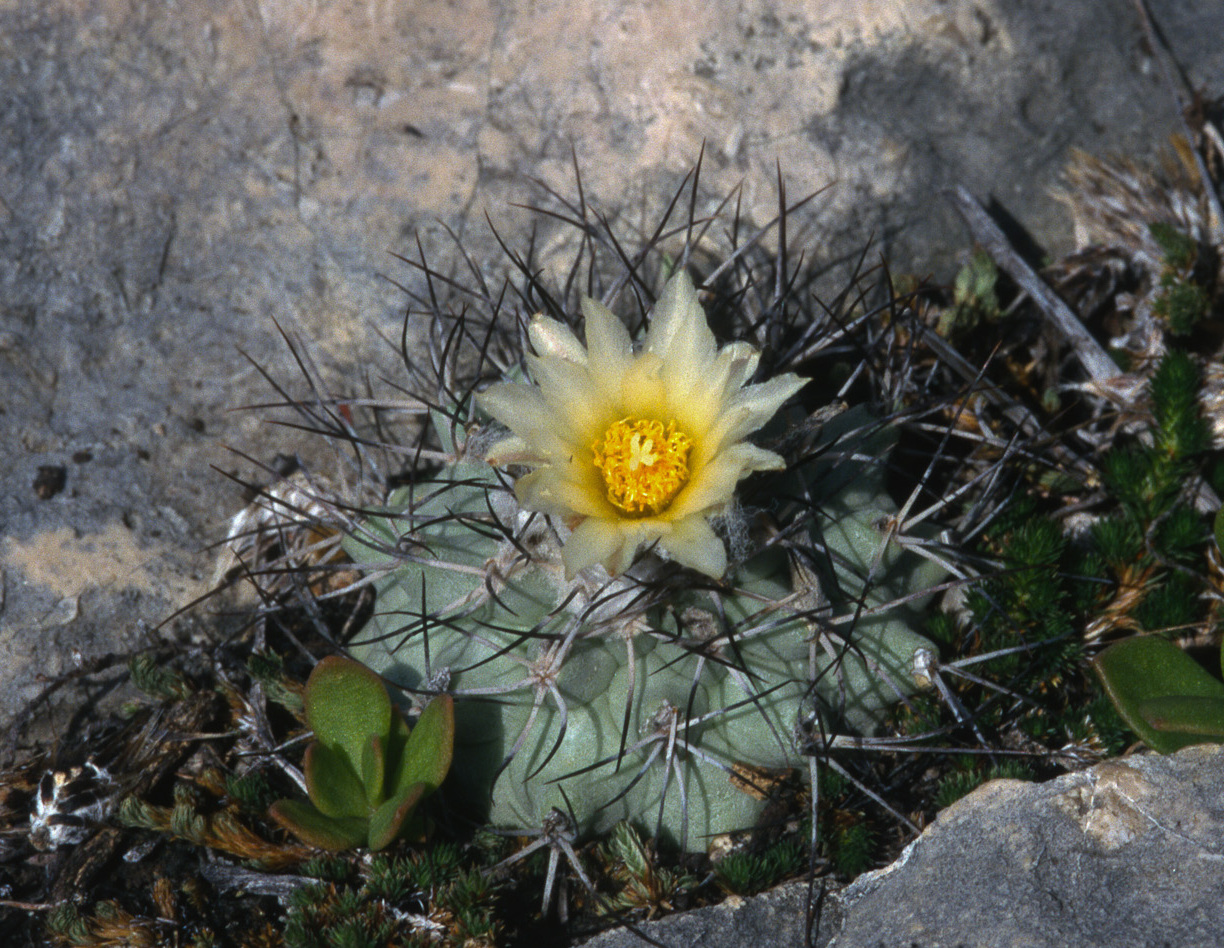
Turbinicarpus gielsdorfianus
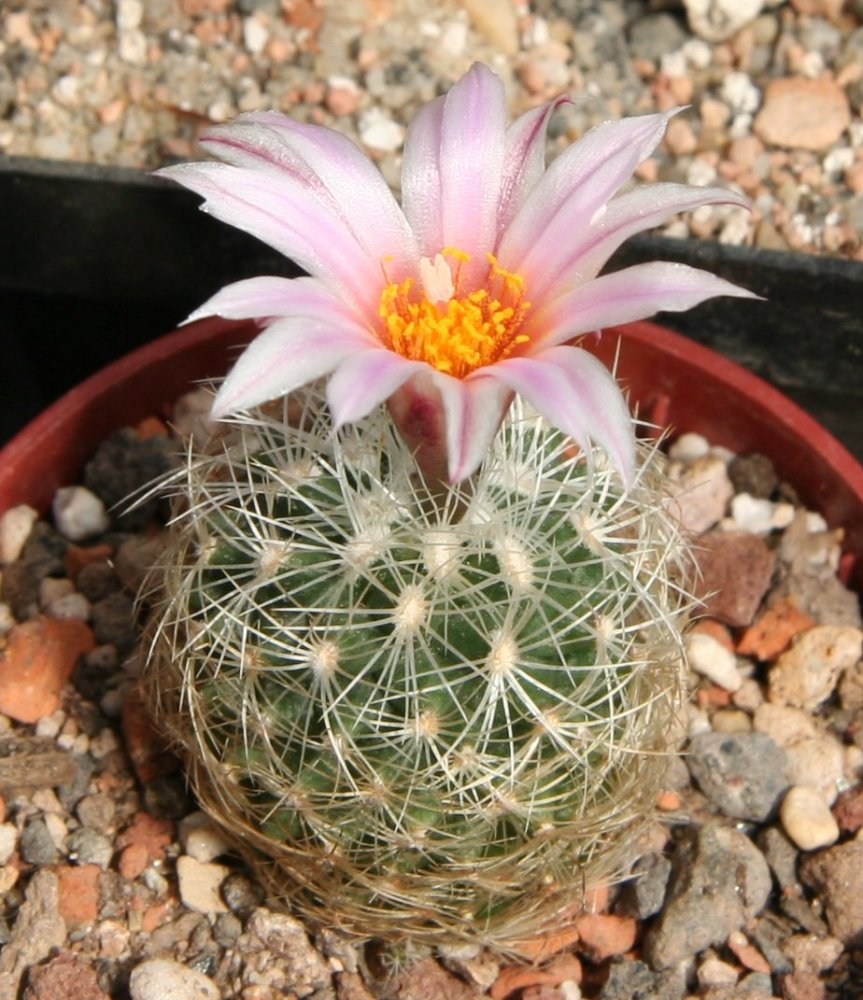
Turbinicarpus saueri subsp. knuthianus
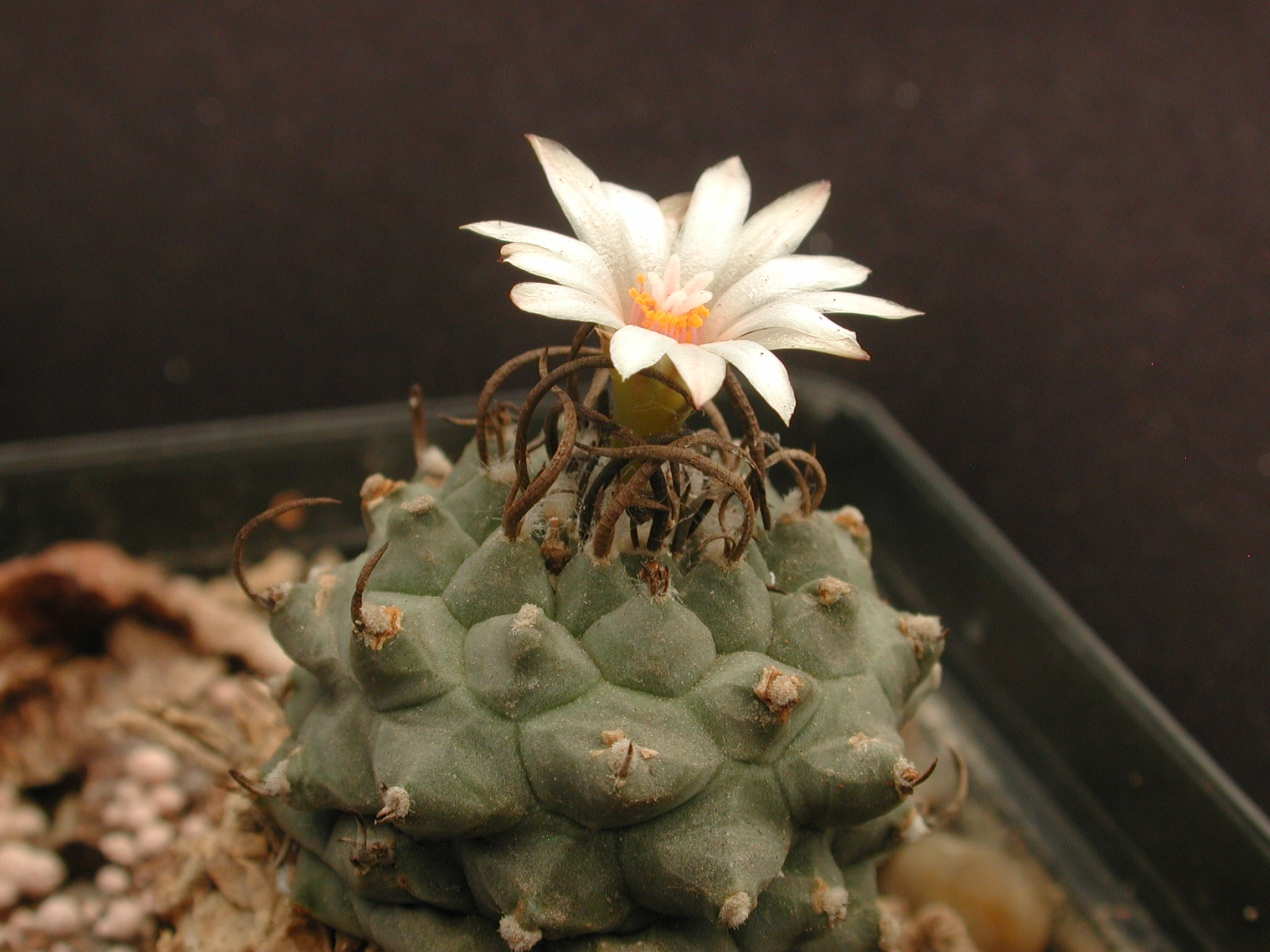
Turbinicarpus schmiedickeanus
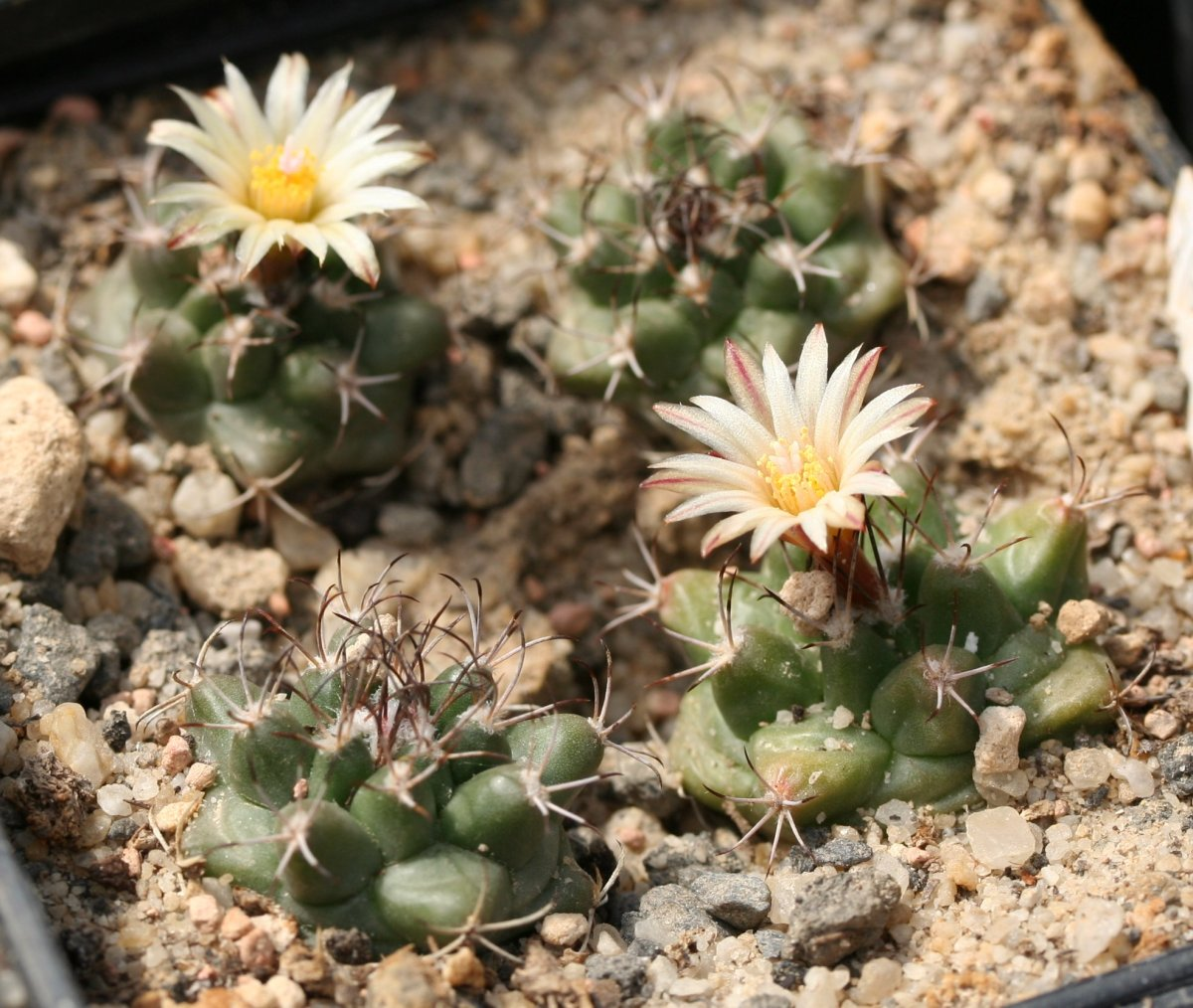
Turbinicarpus swobodae